# Crocidura thalia
Crocidura thalia es una especie de musaraña (mamífero placentario de la familia Soricidae).

## Distribución geográfica
Se encuentra en la República Democrática del Congo y Etiopía.